# Trevor St. John
Trevor Marshall St. John (Spokane (Washington), 3 september 1971) is een Amerikaans acteur.

## Biografie
St. John studeerde af met een beurs in jazzballet aan de Whitworth University in Spokane.
St. John begon in 1995 met acteren in de film Higher Learning, waarna hij nog meerdere rollen speelde in films en televisieseries. Hij is vooral bekend van zijn rol als Todd Manning en Victor Lord jr. in de televisieserie One Life to Live waar hij in 214 afleveringen speelde (2006-2013). In 2005 werd hij voor deze rol genomineerd voor een Daytime Emmy Award in de categorie Onweerstaanbare combinatie wat hij deelde met actrice Kassie DePaiva. 
St. John is getrouwd en heeft hieruit een zoon. 

## Filmografie

### Films
Uitgezonderd korte films.
- 2024 A Good Enough Day - als Tyler
- 2018 The Neighborhood Watch - als Mike
- 2018 A Bread Factory, Part Two - als Karl
- 2018 A Bread Factory, Part One - als Karl
- 2018 Her Worst Nightmare - als professor Campbell
- 2018 Edge of the World - als coach Davis
- 2018 Neighborhood Watch - als James Porter
- 2017 Wicked Mom's Club - als Ellis
- 2017 The Student - als Stan Grandacre
- 2015 The Grief of Others - als John Ryrie
- 2013 Tarzan - als Clayton
- 2013 Finding Normal - als Lucas Craig
- 2013 A Mother's Rage - als rechercheur Roan
- 2013 Dark Skies - als Alex Holcombe
- 2011 In the Family - als Cody Hines
- 2010 My Soul to Take - als Lake
- 2007 The Kingdom - als Earl Ripon
- 2007 The Bourne Ultimatum - als tactische teamleider
- 2000 The King's Guard - als kapitein John Reynolds
- 1999 Payback - als Johnny Bronson
- 1997 Dogtown - als Phillip Van Horn
- 1997 Back in Business - als Preston
- 1996 Bio-Dome - als Parker
- 1995 Crimson Tide - als Launcher
- 1995 Serving in Silence: The Margarethe Cammermeyer Story - als David
- 1995 Sketch Artist II: Hands That See - als student
- 1995 Higher Learning - als James

### Televisieseries
Uitgezonderd eenmalige gastrollen.
- 2022-2024 The Young and the Restless - als Tucker McCall - 237 afl.
- 2019-2021 Roswell, New Mexico - als Jesse Manes - 26 afl.
- 2017 The Fosters - als therapeut van Mariana - 2 afl.
- 2016 Containment - als Leo - 13 afl.
- 2014-2015 Youthful Daze - als Matt - 17 afl.
- 2006-2013 One Life to Live - als Todd Manning / Victor Lord jr. - 214 afl.
- 2012-2013 The Client List - als Nathan - 3 afl.
- 1999-2000 Nash Bridges - als Jason - 2 afl.

- Gemeinsame Normdatei: 1052196322
- International Standard Name Identifier: 0000 0000 4480 2874
- Library of Congress Control Number: no2005049274
- Nederlandse Thesaurus van Auteursnamen: 393581748
- Virtual International Authority File: 71123617
- WorldCat: E39PBJfrGxyfWbPrtCWFP6Wv73